# Łosień (województwo lubelskie)
Łosień – kolonia w Polsce położona w województwie lubelskim, w powiecie lubelskim, w gminie Wysokie.
| SIMC    | Nazwa   | Rodzaj    |
| ------- | ------- | --------- |
| 0905540 | Józefin | część wsi |

W latach 1975–1998 miejscowość administracyjnie należała do województwa zamojskiego.
Kolonia stanowi sołectwo gminy Wysokie. Według Narodowego Spisu Powszechnego z roku 2011 kolonia liczyła 254 mieszkańców.